# Port Malczyce
Port Malczyce – port rzeczny na Odrze w woj. dolnośląskim, w miejscowości Malczyce. Port jest położony we wschodniej części Pradoliny Wrocławskiej, na ujściu rzeki Średzka Woda do Odry.
Port tworzą dwa baseny portowe, z których północny został częściowo wykopany, a południowy to dawne koryto Odry, która kiedyś w Malczycach miała zupełnie inny przebieg. Dziś Średzka Woda wpływa do północnego basenu portowego, płynąc częściowo starym korytem Odry, ale niegdyś wpadała do dawnej Odry około 1000 metrów powyżej dzisiejszego swojego ujścia..
Obok portu, u ujścia Średzkiej Wody znajduje się stocznia rzeczna, remontująca i produkująca barki i statków floty śródlądowej.

## Historia

### Geneza
Rozwój wymiany handlowej na Śląsku i w Brandenburgii z wykorzystaniem Odry nastąpił, gdy w 1646 roku wygasła umowa między Wrocławiem i Frankfurtem nad Odrą. Umowa mówiła, że z rzeki mogą korzystać jedynie mieszkańcy tych miast – nielegalnie płynące łodzie konfiskowano, bądź niszczono.
Malczyce były optymalnym miejscem do budowy portu, ze względu na położenie nad zakolem Odry oraz specyficzne ukształtowanie terenu. Warunki terenowe umożliwiały przeładunek towarów na naturalnych nabrzeżach, bez konieczności budowy urządzeń portowych. Pod koniec XVII wieku Malczyce, podobnie jak kilka innych miejscowości, uzyskały prawo składowania nad rzeką materiałów. 

### Początki portu

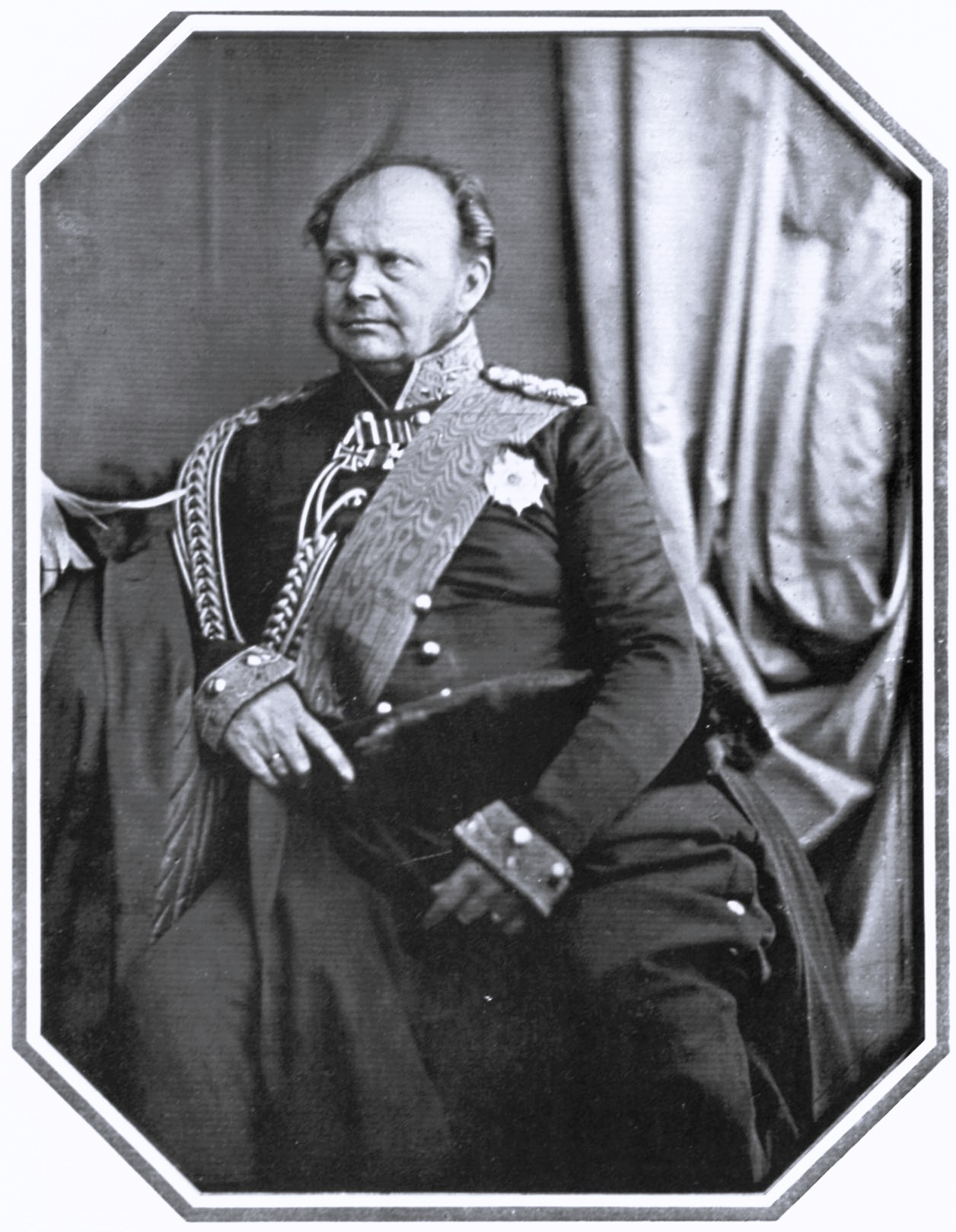
Fryderyk Wilhelm IV w 1847 roku

Po zajęciu Śląska przez Prusy w 1740 roku, władze królewskie wykazały duże zainteresowanie górnictwem węglowym w rejonie Wałbrzycha. Wydobycie węgla kamiennego stał się regaliami władcy. 12 marca 1742 r. król Fryderyk Wilhelm IV Pruski podjął strategiczną decyzję o utworzeniu w Malczycach głównego składu węgla z Dolnośląskiego Zagłębia Węglowego. Surowiec transportowany do jednego z największych w Prusach składów, był przeładowywany na barki i transportowany żeglugą śródlądową na pruskie rynki zbytu, między innymi do Berlina, Magdeburga i Poczdamu. Od 1750 roku nad rzeką powstawały kolejne składnice opału – węgla kamiennego i drewna opałowego.
W 1769 roku w państwie pruskim wprowadzono dyrekcyjne zarządzanie kopalniami – utworzono Wyższy Urząd Górniczy dla Śląska. Urząd, by zwiększyć możliwości zbytu coraz większych mas węgla, przystąpił w latach 80. XVIII wieku do budowy tzw. dróg węglowych (szós węglowych), finansowanych z zysków kopalni. Drogi, budowane według najnowszych ówczesnych technologii, biegły z rejonów wydobycia węgla do największych okolicznych miast. Jedna z takich dróg w 1790 r. połączyła zagłębie wałbrzyskie z malczyckim portem, w którym oprócz węgla i soli, gromadzili swoje towary kupcy z miast wzdłuż drogi: Strzegomia, Świdnicy i Wałbrzycha. Wzdłuż szlaku powstały liczne przedsiębiorstwa przewozowe, trudniące się transportem przy pomocy zaprzęgów konnych. Przewóz towarów prowadzili często swoimi furmankami zamieszkali przy trasie chłopi. Drogę węglową do Malczyc przemierzało pod koniec XVIII wieku ponad 10 000 wozów z węglem rocznie.
Akwizytor Jan Henryk Neuwertz tak opisywał w 1797 r. swój pobyt w Malczycach:

Przybyliśmy do Malczyc, przechodząc przez magazyny soli, gorzelnie i przez potężny skład węgla kamiennego, z którego miejscowość ta słynęła, nie tylko na Śląsku, jak nurt tej rzeki. Oficjalne budowle cesarskie, piece wapienne i góry usypane z węgla kamiennego tworzą specyficzny wizerunek tego miejsca. Mnóstwo ludzi pracuje przy załadunku i rozładunku towarów, nieopodal spokojnie stojące statki, wozy towarowe, ludzie tłoczą się w tej miejscowości, szczególnie na nabrzeżu, żegluga jest bardzo ożywiona, wręcz zabawna, ciągle coś przypływa i odpływa. Widzimy tutaj poniekąd centrum, uwydatniają to tysiące rąk w ruchu ludzi załatwiających różne sprawy. Z całym sumieniem jestem przekonany, że każdy zgodziłby się, gdybym stwierdził, że Malczyce zasłużyły na to, by je zobaczyć, opisać i poznać.

### XIX wiek

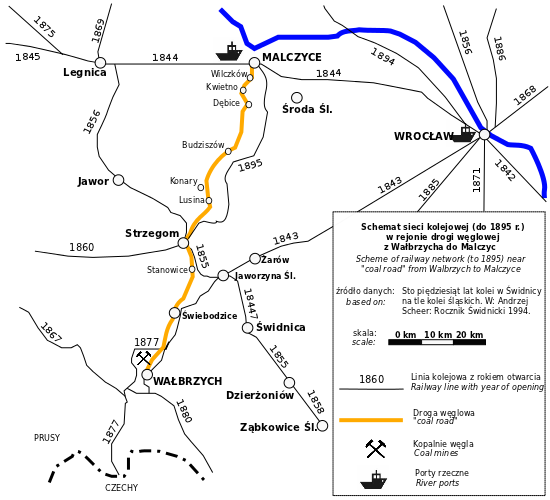
Schemat sieci kolejowej (do 1895 r.) w rejonie tzw.drogi węglowej z Wałbrzycha do Malczyc.

Potrzeba połączenia Przedgórza Sudeckiego, już od początku XIX wieku najbardziej uprzemysłowionego rejonu Dolnego Śląska, m.in. z portem w Malczycach, stanowiła bezpośrednią przesłankę budowy kolei w regionie. Dotychczasowa forma transportu drogowego po tzw. drogach węglowych, z biegiem czasu stała się nieekonomiczna. Dyrektor Wyższego Urzędu Górniczego we Wrocławiu Friedrich Wilhelm von Reden oraz podlegli mu urzędnicy wyjeżdżali regularnie do Westfalii i Anglii. Podczas wyjazdu, urzędnicy poznawali najnowsze osiągnięcia techniki górniczej, natomiast po powrocie wdrażali zaobserwowane rozwiązania w podległych urzędowi kopalniach. W 1816 r., po jednej z takich wypraw z lat 1812–1814, Pruski Zarząd Górnictwa zlecił Johannowi Friedrichowi Krigarowi z Królewskiej Odlewni Żeliwa w Berlinie budowę parowozu zębatego. Wiosną tego samego roku Królewski Wyższy Urząd Górniczy dla Śląska (niem. Königliches Oberbergamt für Schlesien) postulował władzom centralnym zastosowanie kolei zębatej do transportu węgla między Wałbrzychem a Malczycami. Gotowa maszyna Krigara – pierwszy parowóz na kontynencie europejskim zbudowany poza Anglią – po prezentacji na pokazach w Berlinie, został przewieziony do Chorzowa, gdzie miał służyć Hucie Królewskiej. Jednak, kiedy po ponownym złożeniu lokomotywy po uprzednim demontażu na czas transportu, nie dało się jej uruchomić - wówczas, prace nad wdrażaniem techniki kolejowej uległy na pewien czas wstrzymaniu, a projekt zarzucono. W latach 1830–1840 środowisko kupców z rejonu wałbrzyskiego domagało się budowy połączenia kolejowego z Malczycami.
W 1843 r. przedstawiciele szczecińskiego rodu przemysłowców Toepfferów, założyli w Malczycach firmę Toepffer i synowie zajmującą się spedycją. Rok później, w 1844 r. do Malczyc dotarła pierwsza linia kolejowa – ostatecznie był to fragment połączenia Wrocławia z Berlinem i Dreznem, uruchomiony 19 października 1844 r. Budowniczowie z Towarzystwa Kolei Dolnośląsko–Marchijskiej przykładali dużą wagę do takiego wytrasowania linii, by przebiegała możliwie blisko malczyckiego portu. Aby to osiągnąć, zrezygnowano m.in. z poprowadzenia linii bezpośrednio przez miasto Środa Śląska. 
Pod koniec wieku, w 1895 roku, powstało w końcu postulowane już w 1816 r., a więc przed powstaniem pierwszych linii kolejowych w Prusach, Połączenie kolejowe zagłębia wałbrzyskiego z Malczycami, pokrywające się z przebiegiem dawnej drogi węglowej. Niebawem zaś, w latach 1896–1898 wybudowano nowoczesny przeładunkowy port śródlądowy, jeden z największych na Śląsku. Wybudowano dwa baseny portowe – jeden z poszerzenia ujścia Średzkiej Wody oraz drugi, całkowicie nowy, wykopany w pobliżu. Port należał do państwa i podlegał Urzędowi Budownictwa Wodnego w Ścinawie z siedzibą w Malczycach. Kierownik urzędu pełnił jednocześnie funkcję kapitana portu. Początkowo, port posiadał moc przeładunkową wynoszącą blisko 13 000 ton rocznie. Załoga liczyła 50 osób.

### Lata 1901 – 1945

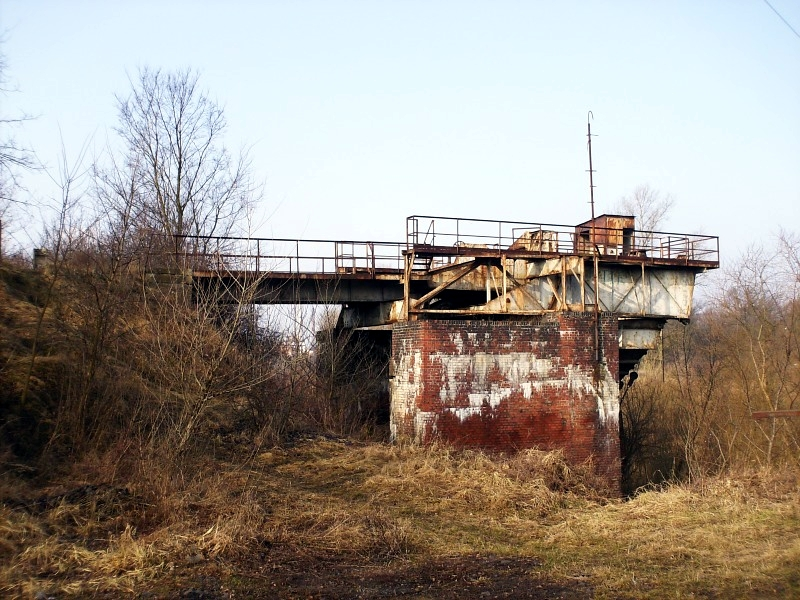
Zachowana wywrotnica wagonowa w Porcie Malczyce

Po uruchomieniu nowego portu, w Malczycach działały trzy firmy spedycyjne. Śląska Kompania Parowcowa oraz Zrzeszenie Parowcowe Niemieckich Statków Śródlądowych posiadały w porcie swoje urządzenia nabrzeżne oraz spichlerze. Największą pozostawała jednak firma Toepffer i synowie, która z biegiem czasu rozwinęła się i stała jednym z największych przedsiębiorstw w branży. Toepfferowie posiadali w porcie własne dźwigi, spichlerze i silosy. W 1905 r. firma doprowadziła linię kolejową z malczyckiej stacji bezpośrednio do portu, wyposażając nabrzeże w wywrotnice wagonowe. Najnowocześniejsze na tamte czasy urządzenie mogło w ciągu godziny obsłużyć 20 wagonów. 
Inwestycje sprawiły, że Malczyce stały się istotnym punktem przeładunkowym. W szczytowym okresie rozwoju kolej docierała do tutejszego węzła z pięciu kierunków – oprócz linii wrocławsko–berlińskiej i "wałbrzyskiej", w 1902 r. prywatne spółki doprowadziły linię z Jawora, następnie z Wołowa. Z pociągów na statki przeładowywano, oprócz węgla, wałbrzyski koks, granit ze Strzegomia, a także produkty lokalnej gospodarki: cegłę, cukier, mąkę, suszone wysłodki i zboże. Ze statków na pociągi przeładowywano natomiast m.in. nawozy sztuczne, papier, paszę, proszek do prania, stal, żelazo. 
W porcie stacjonowały jednostki Urzędu Budownictwa Wodnego w Ścinawie - koparki, pogłębiarki, barki i łodzie motorowe - oraz łodzie policji rzecznej. Własną rampę załadunkową w porcie posiadała również malczycka cukrownia.
Na początku XX w., w 1905 r. do Malczyc sprowadził się wraz z małżonką Józefą Józef Antoszewski, mistrz stoczniowy z Torunia. Początkowo Antoszewski naprawiał barki przy nabrzeżu Odry u ujścia Średzkiej Wody od strony wschodniej. W 1919 roku kupił 2-hektarową działkę nad Średzką Wodą, po drugiej stronie kanału portowego, i wzniósł na niej, oprócz swojego domu, pierwszą malczycką stocznię.
Przeładunek w porcie wzrastał. W 1910 r. roczny przeładunek wyniósł 16 128 ton, podczas gdy w 1927 r. - już 500 000 ton.
1 kwietnia 1939 założona została spółka, której zadaniem była rozbudowa południowego basenu portowego. Zaplanowane, bliskie realizacji prace, przerwała II wojna światowa. W 1940 r. w Malczycach istniały już cztery stocznie. Trzy z nich posiadały kołowroty służące do wciągania barek na brzeg, natomiast czwarta, najmniejsza, dokonywała jedynie napraw na dryfującym statku.
W latach czterdziestych XX wieku, w Malczycach działało 69 armatorów, spośród których czterech posiadało barki mechaniczne, a 65 - barki bez napędu. Funkcjonował również Zakład Żeglugowy z dwiema łodziami osobowymi oraz holownikiem, prowadzący połączenia drogą wodną do Głogowa, Ścinawy, Lubiąża i Brzegu Dolnego.
W roku 1941 odnotowano w malczyckim porcie rekordowy roczny przeładunek, wynoszący 1 000 000 ton.

### Lata 1945 - 1999

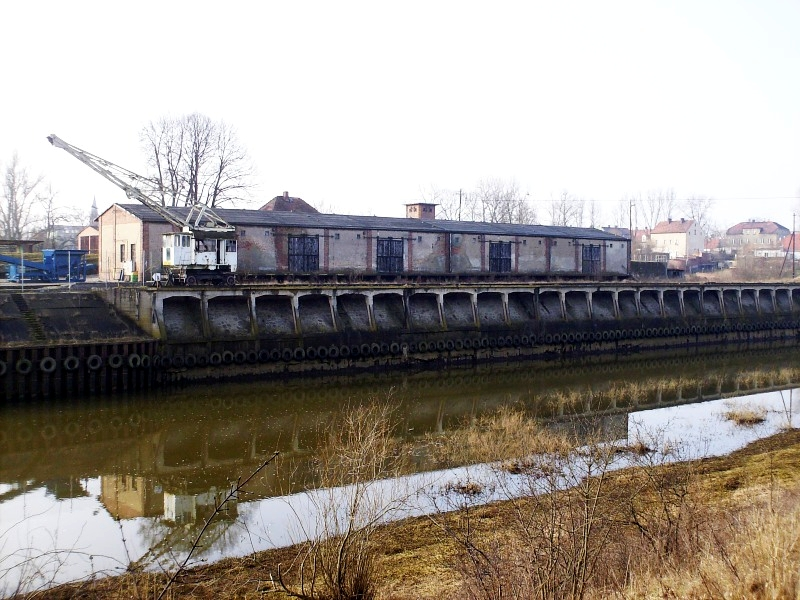
Nabrzeże portu w Malczycach

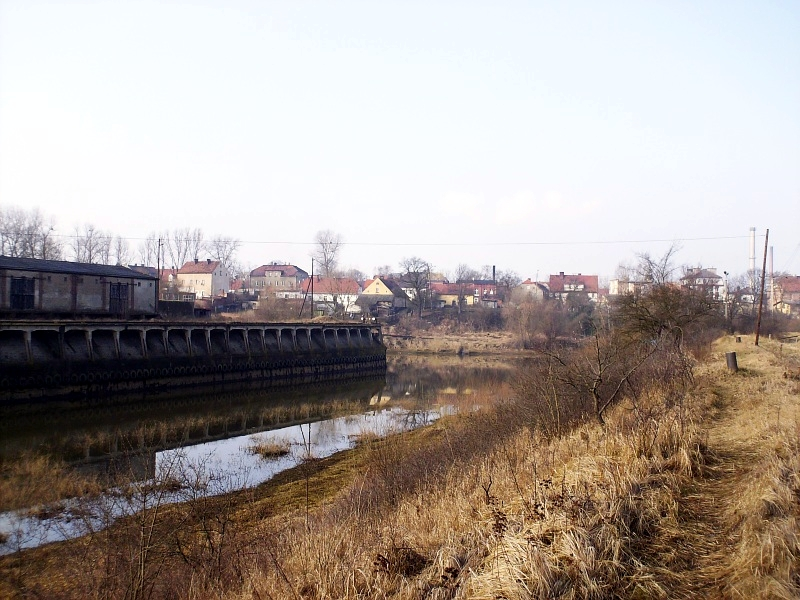
Ujście kanału portu w Malczycach do Odry

II wojnę światową przetrwała tylko jedna stocznia, należąca do Józefa Antoszewskiego. Na terenie zakładu czynne były początkowo dwie spółdzielnie, Kotwica i Kotlarska, zajmujące się remontami barek poniemieckich. W okresie PRL, w 1954 r. stocznia została upaństwowiona i przekształcona w Remontową Stocznię Rzeczną. 
Jeszcze w latach 50. XX wieku, w porcie przeładowywano 100 000 ton ładunku rocznie. Budowa stopnia wodnego Brzeg Dolny w połączeniu z zaniechaniem dalszej kanalizacji rzeki spowodowała jednak nasilenie erozji dennej - zjawiska typowego dla odcinków rzek położonych poniżej ostatniego stopnia kaskady. Skutkiem tego, systematycznie zmniejszała się głębokość tranzytowa i lustro wody w rzece, powodując trudności w żegludze śródlądowej w dolnym biegu Odry. 
Aby zachować żeglowność Odry, w 1975 r. zaprojektowano budowę stopnia wodnego Malczyce w pobliżu miejscowości Rzeczyca. Elementem budowy miał być kanał lateralny, skracający drogę wodną o 4 kilometry i omijający Malczyce. Inwestycja, w planowanym kształcie, nigdy nie wyszła poza sferę planów. Utrata żeglowności rzeki poniżej Brzegu Dolnego, w połączeniu ze wzrostem przewozów tranzytowych linią kolejową nr 276 (tzw. Magistrala Nadodrzańska) spowodowała w latach 80. XX w. zamarcie żeglugi śródlądowej na Odrze. Praca portu uległa wówczas znacznemu ograniczeniu. Po likwidacji Dolnośląskiego Zagłębia Węglowego na początku lat 90. XX w. - port został zamknięty. 
Ród Antoszewskich (ojciec Józef, matka Józefa, syn Bronisław i wnuk Joachim) zamieszkiwał teren stoczni do 1999 roku, do śmierci ostatniego syna rodu, Joachima. Członkowie rodziny zostali pochowani na Cmentarzu Komunalnym w Malczycach.
W latach 90. XX w., w ramach próby reprywatyzacji, poszukiwano spadkobierców Józefa Antoszewskiego, którzy mogliby poprowadzić stocznię. Kiedy zakończyło się to niepowodzeniem, majątek stoczni przeszedł na własność Gminy Malczyce.

## Współczesność
Samorząd wydzierżawił przejętą w 1997 r. Remontową Stocznię Rzeczną wrocławskiej spółce Malbo, która wykorzystuje obiekty do budowy barek kontenerowych i chemikaliowców, głównie dla armatorów belgijskich i holenderskich. Stocznię opuszcza średnio jeden statek na miesiąc.
W 2009 r. przystąpiono do budowy Stopnia wodnego Malczyce, rezygnując jednocześnie z budowy omijającego Malczyce kanału lateralnego.
Stowarzyszenie Sympatyków Malczyc i Okolic, w oparciu o wypożyczone od gminy pamiątki, przekazane samorządowi przez rodzinę Antoszewskich, utworzyło w 2006 r. na terenie stoczni izbę pamięci stoczni, portu i rodu Antoszewskich.